# Бу Свенссон
Бу Свенссон (дан. Bo Svensson, нар. 4 серпня 1979, Скорпінг) — колишній данський футболіст, нині головний тренер німецького клубу «Уніон».
Насамперед відомий виступами за клуб «Копенгаген», а також національну збірну Данії.

## Клубна кар'єра
У дорослому футболі дебютував 1999 року виступами за «Копенгаген», в якому провів вісім сезонів, взявши участь у 150 матчах чемпіонату. Більшість часу, проведеного у складі «Копенгагена», був основним гравцем захисту команди, вигравши за цей час чотири чемпіонати Данії та один кубок країни.
З січня 2006 до літа 2007 року захищав кольори команди клубу «Боруссія» (Менхенгладбах).
До складу клубу «Майнц 05» приєднався влітку 2007 року. Наразі встиг відіграти за клуб з Майнца 97 матчів в національному чемпіонаті.

## Виступи за збірні
2000 року залучався до складу молодіжної збірної Данії. На молодіжному рівні зіграв у 2 офіційних матчах.
27 травня 2006 року дебютував в офіційних матчах у складі національної збірної Данії в товариській грі зі збірною Парагваю, яка завершилась внічию 1-1. 2011 року вдруге викликався до складу національної збірної, провівши в її складі ще два матчі. Наразі провів у формі головної команди країни 3 матчі.

## Титули і досягнення
- Чемпіон Данії (4):

«Копенгаген»: 2000–01, 2002–03, 2003–04, 2005–06
- Володар Кубка Данії (1):

«Копенгаген»: 2003–04
- Володар Суперкубка Данії (1):

«Копенгаген»: 2004
- Переможець Королівської ліги (2):

«Копенгаген»: 2005, 2006